# さっぽろ天神山アートスタジオ
さっぽろ天神山アートスタジオ（さっぽろてんじんやまアートスタジオ、Sapporo Tenjinyama Art Studio）は、北海道札幌市豊平区南平岸地区に位置する、札幌市の公共施設である。アーティスト・イン・レジデンスを行う滞在スタジオが13室、一般の方々による会議やワークショップなどで使用する交流スタジオが3室、そして天神山緑地の無料休憩所としての公共スペースを備えている。2014年より開館し、2018年現在で約400名のアーティスト(文化芸術に関わる人々)が日本全国、世界各国より訪れ滞在制作を行っている。

## アート＆ブレックファストデー(市民交流企画)
市民交流プロジェクトとして、毎月第三日曜日の10時半～12時半に開催。滞在アーティストや市民が1品を持ち寄り、ご飯を食べながら交流を行う。参加無料、予約不要で各自一品は手作り料理や購入したパン、飲み物など特に規定はない。

## アクセス

### 札幌市内移動
- 札幌市営地下鉄南北線：「澄川駅」西出口または北出口より徒歩11分
- 札幌市営地下鉄南北線：「南平岸駅」西出口より徒歩14分
- じょうてつバス［環56］：「平岸1条16丁目」下車、徒歩8分

### 道外から飛行機で
- 新千歳空港から空港連絡バス[円山バスターミナル行き]に乗車、「地下鉄澄川駅前」にて下車、施設まで徒歩11分。（計約70分）
- 新千歳空港からJRに乗車し「札幌駅」にて下車、地下鉄南北線「さっぽろ駅」より乗車し「澄川駅」にて下車、施設まで徒歩11分。（計約70分）

## 周辺
- 相馬神社 (札幌市)
- 平岸天満宮
- 澄川墓地
- 天神山
- 天神山緑地